# Ставки (Залещицкая городская община)
Ставки (укр. Ставки) — село в Залещицкой городской общине Чортковского района Тернопольской области Украины.
До 2020 года входило в Залещицкий район.
Код КОАТУУ — 6122080703. Население по переписи 2001 года составляло 178 человек.

## Географическое положение
Село Ставки находится в 2-х км от реки Тупа,
на расстоянии в 1 км от сёл Угриньковцы и Блищанка.
По селу протекает пересыхающий ручей с запрудой.

## История
- 1900 год — дата основания.

## Объекты социальной сферы
- Фельдшерско-акушерский пункт.